# Syncharina lineiceps
Syncharina lineiceps är en insektsart som beskrevs av Maximilian Spinola 1852. Syncharina lineiceps ingår i släktet Syncharina och familjen dvärgstritar. Inga underarter finns listade i Catalogue of Life.